# رولان راینر
 رولان راینر (انگلیسی: Roland Rainer؛ ۱ مهٔ ۱۹۱۰ – ۱۰ آوریل ۲۰۰۴) یک معمار اهل اتریش بود. از جمله آثار او در مورد ایران کتاب ابنیه ی عامیانه ی ایران است که توسط فراست به فارسی برگردان شده است. 